# Cheilotrichia (Empeda) albidibasis
Cheilotrichia (Empeda) albidibasis is een tweevleugelige uit de familie steltmuggen (Limoniidae). De soort komt voor in het Australaziatisch gebied.